# Općina Železniki
Općina Železniki (slo.:Občina Železniki) je općina na sjeverozapadu Slovenije u pokrajini Gorenjskoj i statističkoj regiji Gorenjskoj. Središte općine je grad Železniki s 3.156 stanovnika. 

## Zemljopis
Općina Železniki nalazi se na sjeverozapadu države. Općina se nalazi usred alpskog planinskog masiva, sjevernim dijelom općine pružaju se Julijske Alpe, a južnim planina Škofjeloško Hribovje. U sredini se nalazi mala dolina rječice Selške Sore, ova dolina je pogodna za život i tu je smještena većina naselja općine.
U nižim dijelovima općine vlada umjereno kontinentalna klima, dok u višim vlada njena oštrija, planinska varijanta.
Glavni vodotok je rječica Selška Sora, svi ostali manji vodotoci su pritoci ove rijeke.

## Naselja u općini
Davča, Dolenja vas, Dražgoše, Golica, Kališe, Lajše, Martinj Vrh, Ojstri Vrh, Osojnik, Podlonk, Podporezen, Potok, Prtovč, Ravne, Rudno, Selca, Smoleva, Spodnja Sorica, Spodnje Danje, Studeno, Sveti Lenart, Topolje, Torka, Zabrdo, Zabrekve, Zala, Zali Log, Zgornja Sorica, Zgornje Danje, Železniki

## Vanjske poveznice
- Službena stranica općine